# Expired
Expired es una comedia dramática del año 2007. Es la primera película de la guionista y directora Cecilia Miniucchi, quien anteriormente había trabajado en el documental Nitsch 1998 acerca del artista Hermann Nitsch. La película fue proyectada en varios festivales de cine durante el 2007 y el 2008, pero no ha sido lanzada en los cines comunes.

## Reparto
- Samantha Morton - Claire
- Jason Patric - Jay
- Teri Garr - Madre de Claire
- Illeana Douglas - Amiga de Claire

## Inspiración
En una entrevista con Bijan Tehrani en Cinema WithoutBorder, Cecilia Miniucchi describe una anécdota en Santa Mónica, el cual inspiró Expired.
Caminando en la ciudad, presencié una discusión perturbadora entre un hombre, agitado y grosero, y una apacible policía de aparcamiento, una mujer que se hallaba muy asustada ante todo. Luego más tarde, fui víctima de una de esas indeseables e innecesarias multas, dadas a mí por un policía de aparcamiento amargado, un hombre que abusaba totalmente de su pequeña autoridad. Pensé: Me pregunto qué sucedería si estos dos policías, totalmente opuestos en temperamento, se conocieran y enamoraran... Pensé esto como una metáfora para la vida:el precio que cualquiera podría, puede y pagaría por amor.